# HMS Montrose (1992)
HMS Montrose (F236) (с англ. — «Фрегат Eё величества «Монтроз», бортовой номер 236») — британский фрегат типа 23, или класса «герцогских» фрегатов Королевского флота, названного в честь герцога Монтроза. Является седьмым из 16 кораблей этого типа. Был заложен в ноябре 1989 года на Yarrow Shipbuilders на Клайде и спущен 31 июля 1992 года. Введён в эксплуатацию в июне 1994 года.
Был флагманом 6-й эскадры фрегатов, затем стал частью флотилии Девонпорта, базирующейся в Плимуте. В апреле 2019 года стал первым фрегатом Королевского военно-морского флота,  направленным на британский военно-морской комплекс поддержки в Бахрейне.

## История
Носит имя первого лидеров эсминцев адмиралтейского типа, известных как класс Scott, HMS Montrose (D01) 1918 года, участника Первой мировой, интервенции на юге России, Второй мировой войн.

### 1994—2000
Первый визит был в Данди в 1993 году. Полностью введён в эксплуатацию в июне 1994 года. Затем находился в Южной Атлантике в качестве охраны Фолклендских островов до октября 1996 года.

### 2001—2010
В начале 2002 года вернулся на Фолклендские острова в составе Атлантической патрульной операции (Юг), во время которой водолазы с HMS Montrose заменили Военно-морской флаг на фрегате HMS Antelope, который был потоплен во время Фолклендской войны 1982 года. После возвращения был проведён первый ремонт (RP1), оконченный в начале января 2004 года.
В октябре 2004 года «Монтроз» был одним из нескольких кораблей, отправленных на помощь пострадавшей канадской подводной лодке HMCS Chicoutimi (SSK 879), которая пострадала от нескольких пожаров на борту, приведших к жертвам и потере мощности. Был первым кораблём Королевского флота, который вступил в контакт с подлодкой и осуществил спасательные работы.
В первой половине 2006 года был развернут в Персидском заливе для операции Telic. После возвращения в Великобританию для кадровых перестановок и технического обслуживания с 8 января по 27 июля 2007 года участвовал в течение семи месяцев в Средиземном море в Постоянной морской группировке НАТО 2 (SNMG2). В составе группы «Монтроз» участвовал в операции НАТО «Активные усилия», противодействующей террористической деятельности в Средиземноморье и предотвращающей контрабанду и другую незаконную деятельность. После летнего отпуска корабль был направлен в Шотландию для участия в учениях «Нептун воин», и 24 сентября 2007 года его посетил принц Майкл Кентский, почётный контр-адмирал Королевского военно-морского резерва.

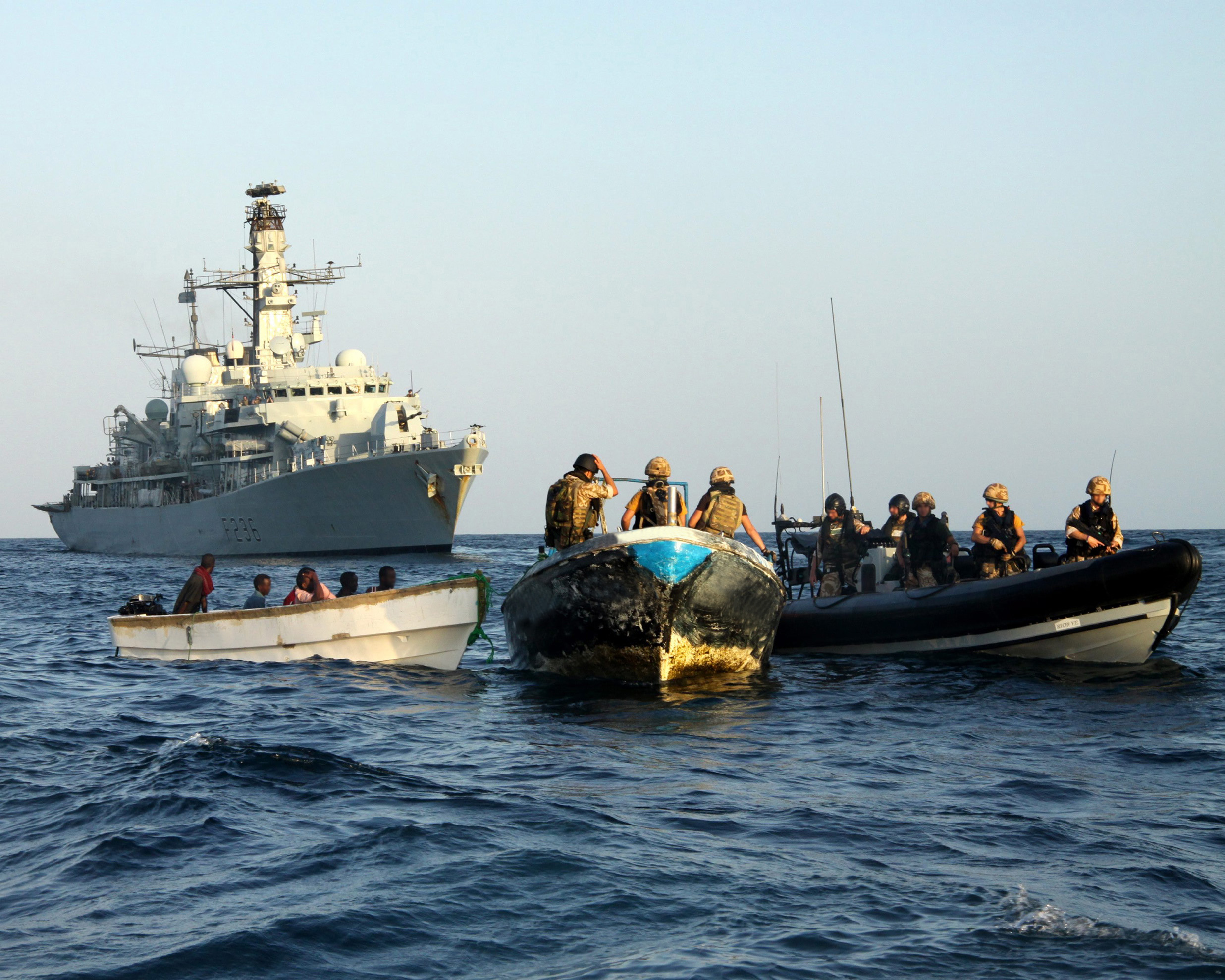
Участие в антипиратской операции, 2010 год.

После оперативной морской подготовки 12 марта 2008 года «Монтроз» вновь был направлен на Ближний Восток к Объединённой целевой группировке 150, действовавшей в Аденском заливе и Аравийском море. Мероприятия в рамках этого развёртывания включали в себя учение «Хунджар Хаад», многонациональное учение, проведенное в Оманском заливе в мае. В группе с британскими фрегатом HMS Chatham, эскадренным миноносцем HMS Edinburgh и вспомогательным судном RFA Argus участвовал в изъятии более 23 тонн незаконных наркотиков, включая кокаин, гашиш, амфетамины и опиаты. Вернулся в Великобританию 3 октября 2008 года.
В начале 2009 года встал в ремонт и модернизацию на верфи Росайта. Второй ремонт (RP2) включал в себя перевооружение, в том числе первую установку новейшей системы командования Королевского флота DNA (2), и замену двух старых 30-мм орудий с ручным управлением двумя 30-мм орудие DS30M Mark 2. Вернулся в состав флота 11 февраля 2010 года.
После оперативной морской подготовки «Монтроз» был развернут в Аравийском море летом 2010 года для проведения антипиратских операций, основные из которых включали в себя уничтожение сомалийского пиратского корабля в ноябре 2010 года вертолетом Lynx во время патрулирования у побережья Сомали и предотвращение нескольких пиратских атак на торговые корабли.

### После 2011 года
В октябре 2011 года «Монтроз» был развернут в Южной Атлантике. После посещения Нового Орлеана и Бермудских островов в марте и апреле 2012 года вернулся в Великобританию в мае 2012 года. В июле 2012 года корабль выступал в качестве сопровождения королевы Елизаветы II во время её Бриллиантового юбилея в Каусе.

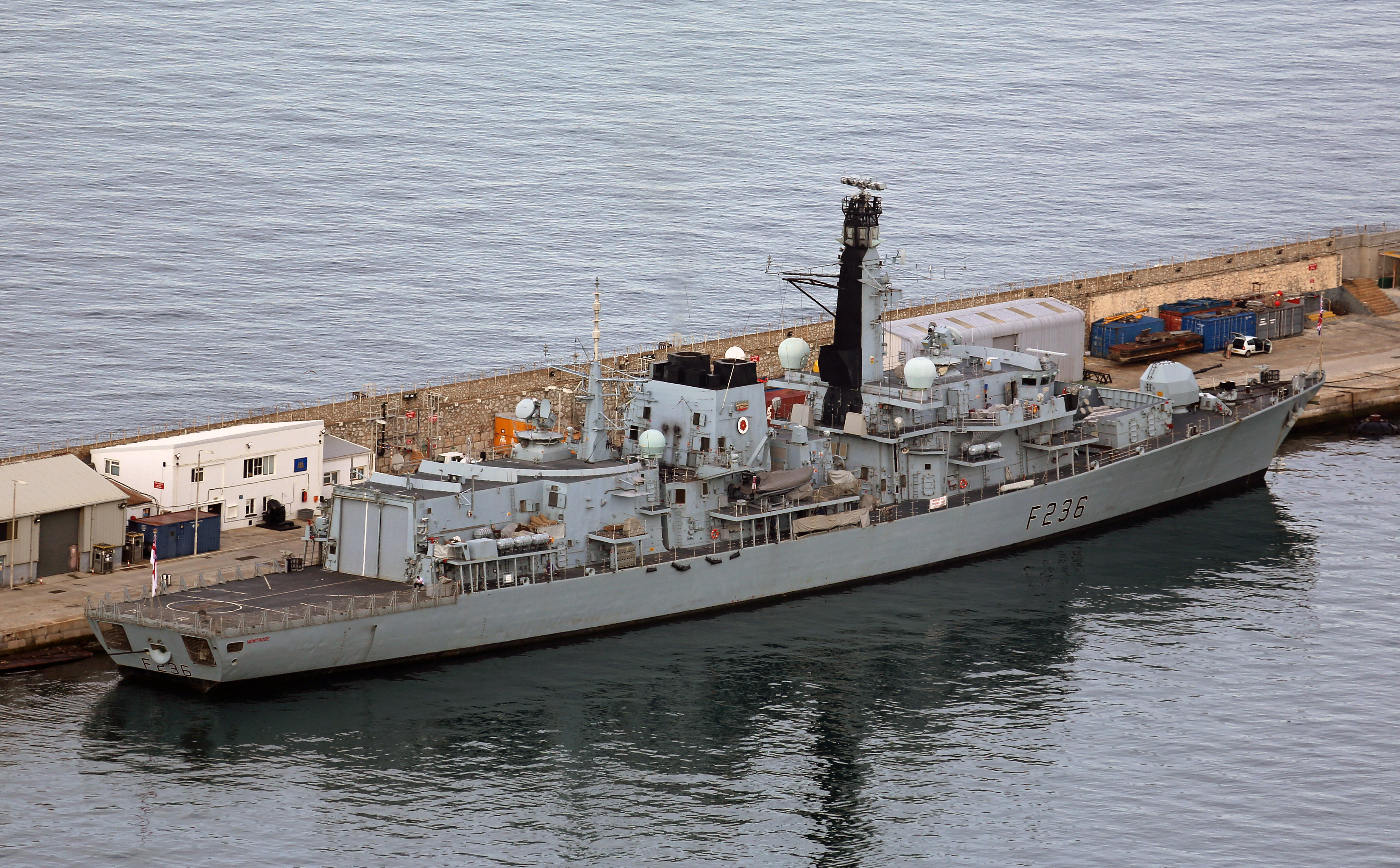
HMS Montrose в Гибралтаре, 2012 год.

С сентября по ноябрь 2012 года корабль участвовал в развертывании COUGAR 12 в Средиземном море, а после переподготовки был развернут в составе целевой группы COUGAR 13 в августе 2013 года. После возвращения группы COUGAR 13 в Великобританию «Монтроз» остался на Ближнем Востоке, чтобы действовать в качестве британского фрегата в Персидском заливе в рамках операции KIPION, участвовал в учениях с союзными государствами.

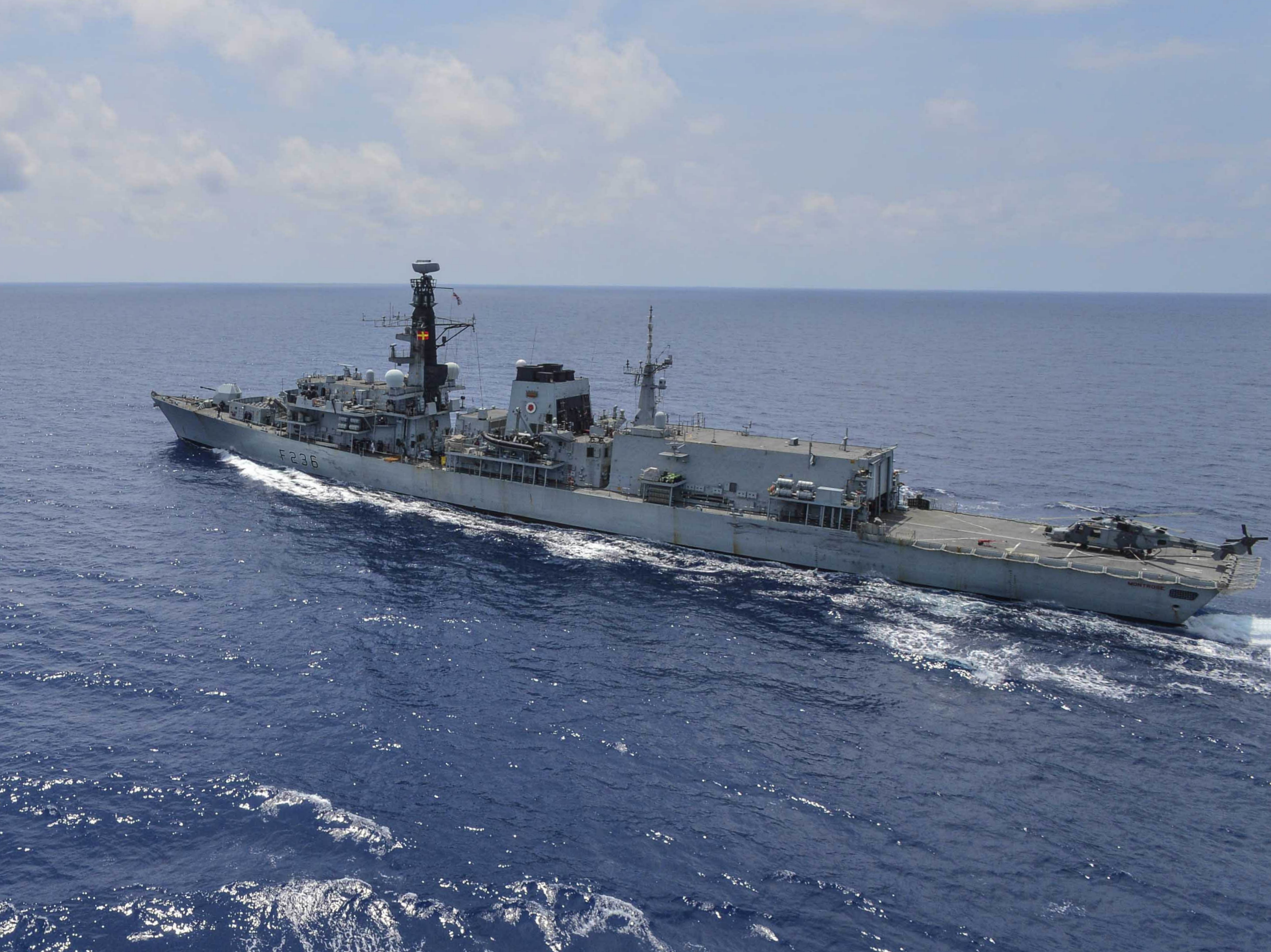
HMS Montrose в Таиланде, 2019 год.

В 2014 году «Монтрозу» было поручено присоединиться к норвежским и датским военным кораблям в рамках операции RECSYR — миссии по сопровождению торговых судов, вывозящих сирийские запасы химического оружия для уничтожения. Затем был заменён в миссии эскадренным миноносцем HMS Diamond и вернулся в Великобританию в марте 2014 года. Участвовал в крупномасштабных многонациональных учениях под эгидой США BALTOPS 14 в Балтийском море.
В 2018 году был направлен в южную часть Тихого океана и на Дальний Восток для выполнения операций MarSy в сочетании с JIATF (S) и операциями по свободе навигации (FONOPS). За это время посетил Чили, остров Пасхи, остров Питкэрн, Таити, Окленд, Дарвин, Сингапур и Токио.
В апреле 2019 года «Монтроз» был направлен в Бахрейн для операций по обеспечению безопасности, включая операции по борьбе с пиратством и наркоторговлей. В июле 2019 года предотвратил захват в Ормузском проливе британского коммерческого судна British Heritage иранскими военно-морскими силами КСИР.
В июле 2019 года из-за роста напряжённости в британско-иранских отношениях к «Монтроз» присоединился эскадренный миноносец HMS Duncan.
17 апреля 2023 года выведен из состава флота. Последний капитан Клэр Томпсон (женщина).